# Daczi (obwód tarnopolski)
Daczi (ukr. Дачі) – przystanek kolejowy w miejscowości Borki Wielkie, w rejonie tarnopolskim, w obwodzie tarnopolskim, na Ukrainie. Położony jest na linii Odessa – Lwów.
Tory na wysokości przystanku nie biegną równolegle. Perony przy obu torach oddalone są od siebie ok. 500 m w linii prostej.